# غايزا
غايزا (بالألمانية: Geisa) هي بلدة ألمانية تقع في ألمانيا في تورينغن.  يقدر عدد سكانها بـ 4,740 نسمة .

## المدن التوأمة
مدينة هونفلد هي مدينة توأمة لـغايزا.

## أعلام
- أثانيسيوس كيرتشر